# Vendargues
Vendargues (okzitanisch gleichlautend) ist eine französische Gemeinde mit 7157 Einwohnern (Stand: 1. Januar 2022) im Département Hérault in der Region Okzitanien. Sie gehört zum Arrondissement Montpellier und ist Teil des Kantons Le Crès. Die Einwohner werden Vendarguois(es) genannt.

## Geographie

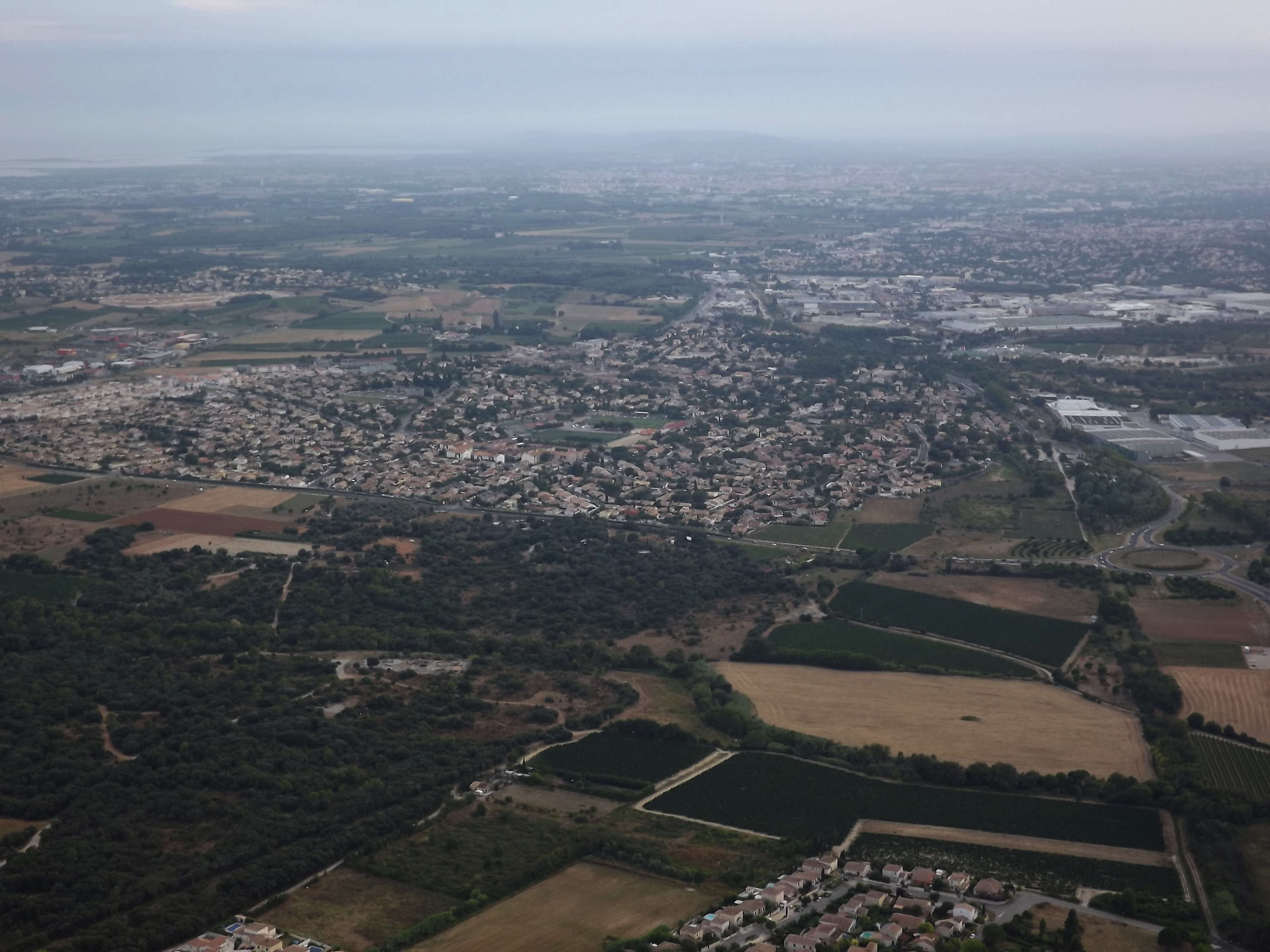
Blick auf Vendargues aus der Luft

Vendargues liegt etwa 13 Kilometer östlich von Montpellier zwischen Cadoule und Salaison.
Umgeben wird Vendargues von den Nachbargemeinden Castries im Norden und Nordosten, Baillargues im Osten, Saint-Aunès im Süden und Südosten, Le Crès im Südwesten, Jacou im Westen sowie Teyran im Nordwesten.
Durch die Gemeinden führen die früheren Route nationale 110 und 113.

## Geschichte
Der Legende nach soll der Ortsname auf einen römischen Legionär namens Venerianicus aus den Truppen Augustus’ zurückgehen. 924 wird der Ort unter diesem Namen erstmals erwähnt.

### Bevölkerungsentwicklung
| Jahr      | 1962 | 1968 | 1975 | 1982 | 1990 | 1999 | 2006 | 2017 |
| Einwohner | 1196 | 1411 | 1871 | 2601 | 4257 | 5228 | 5434 | 6232 |

## Sehenswürdigkeiten
- Kirche Saint-Théodorit, anstelle der früheren Kirche 1886 errichtet
- Kapelle Saint-Sébastien im Ortsteil Meyrargues (10.–13. Jahrhundert) mit dem Château de Meyrargues
- Maison de General Berthezène

## Persönlichkeiten
- Pierre Berthezène (1775–1847), General